# ساوت آشبرنهام (ماساچوست)
ساوت آشبرنهام (به انگلیسی: South Ashburnham) یک منطقهٔ مسکونی در ایالات متحده آمریکا است که در شهرستان ووستر، ماساچوست واقع شده‌است. ساوت آشبرنهام ۷٫۸ کیلومتر مربع مساحت و ۱٬۰۶۲ نفر جمعیت دارد و ۲۹۴ متر بالاتر از سطح دریا واقع شده‌است.